# San Marino hívójelkörzetei
San Marino nem területi alapon van hívójelkörzetekre bontva, hanem az operátorok vizsgatípusai alapján.
San Marino számára az ITU a T7 hívójelprefixet osztotta ki.

## San Marino hívójelkörzetei[1][2][3]
| Prefix | Jelleg                                             |
| ------ | -------------------------------------------------- |
| T70    | Speciális állomások, Klubállomások                 |
| T72    | VHF vizsgával rendelkező operátorok                |
| T77    | Rövidhullámú vizsgával rendelkező operátorok       |
| 9A     | Kivezetve (jelenleg Horvátország hívójelprefixe)   |
| M1     | Nem hívatalosan használt hívójelprefix (kivezetve) |

## Lajstromjel
Vízi és légi járművek lajstromjelezéséhez a T7 prefixet használják.